# 芬維爾 (密歇根州)
芬維爾（英語：Fennville）是一個位於美國密歇根州阿勒根縣的城市。

## 人口
根據2020年美國人口普查的數據，芬維爾的面積為2.85平方千米，當中陸地面積為2.83平方千米，而水域面積為0.02平方千米。當地共有人口1745人，而人口密度為每平方千米612人。